# Schizophrenogene Mutter
Schizophrenogene Mutter (engl. schizophrenogenic mother) ist ein neopsychoanalytischer Begriff, der für den psychogenetischen Zugang zur Ätiologie von Psychosen steht. Der Begriff geht auf Frieda Fromm-Reichmann zurück und postuliert eine Schizophrenie verursachende Wirkung des familiären Umfelds, insbesondere der frühen Mutter-Kind-Beziehung. Das Konzept wies erstmals auf die Bedeutung der Interaktionsbedingungen bei der Entwicklung affektiver und kognitiver Strukturen hin.
Das Konzept gilt in Psychiatrie und klinischer Psychologie als wissenschaftlich überholt und wird als ätiologischer Faktor der Schizophrenieentstehung nicht mehr akzeptiert. Seit den 1960er Jahren traten pharmakologische Behandlungen in der Psychiatrie in den Vordergrund.

## Theorie nach Fromm-Reichmann
Der Begriff schizophrenogene Mutter weist darauf hin, dass die Ursache von Psychosen nicht genetisch oder organisch erklärt wird, sondern mit psychosozialen Faktoren im familiären Umfeld. Für die Psychoanalytikerin Fromm-Reichmann war die Schizophrenie eine durch ein spezifisches mütterliches Verhalten ausgelöste seelische Erkrankung und keine primäre Störung der Hirnfunktionen. Da sie diese Einflüsse im frühen Kindesalter ortete, stand die Mutter-Kind-Beziehung im Vordergrund ihrer Forschungen. Sie untersuchte bestimmte Aspekte der Mutter-Kind-Beziehung, die eine integrierte und eigenständige Identitäts- oder Persönlichkeitsentwicklung des Kindes beeinträchtigten.
Als mögliche Ursache einer krankmachenden Beziehung sah Fromm-Reichmann eine Mutter, die weder in der Lage sei, zwischen sich und ihrem Kind eine klare Grenze zu ziehen noch zwischen ihren eigenen Bedürfnissen und Gefühlen und denen ihres Kindes zu unterscheiden. Dabei handele es sich um ein außerordentlich tiefes Eindringen und Eingreifen in das Leben des Kindes, das Nichtbeachten seiner Gefühle und Bedürfnisse, ein überfürsorgliches Behüten und ein ununterbrochenes Kontrollieren und Überwachen. Solche Mütter fühlten sich als Frauen unausgefüllt und würden das Gefühl an das Kind herantragen, dass ihr Leben ohne es sinnlos wäre.
Beim Kind könne so das Gefühl entstehen, es sei seine Pflicht, Lebensinhalt seiner Mutter zu sein und sich nicht von ihr trennen zu dürfen, ohne sie und sich selbst zugrunde zu richten. Dieser frühkindliche Allmachtsglaube könne in der Adoleszenz beim Versuch, sich von der Mutter zu lösen, zu einer psychotischen Dekompensation führen. Da sich die Mutter-Kind-Beziehung nicht nach den Anforderungen des individuellen und familiären Lebenszyklus entwickele, werde der Prozess der Individuation gestört.

## Geschichte
Vor der Entwicklung der Theorie des Unbewussten durch Sigmund Freud ging die Psychiatrie von einer erblichen Ursache der Schizophrenie aus. Die Mitteilungen der Schizophrenen wurden entsprechend als unverständlich und sinnlos betrachtet. Freud wies darauf hin, dass im Wahn und in den Halluzinationen Lebensgeschichte als „verdrängte Realität“ zum Ausdruck kommen würde. Eine Therapie mit den Mitteln der Psychoanalyse scheitere jedoch an der Übertragungsunfähigkeit der Schizophrenen. Er vermutete, dass durch eine Änderung des psychoanalytischen Verfahrens eine Therapie möglich würde.
Ab den 1940er Jahren begannen Psychoanalytiker in Amerika (Sullivan 1882–1949) und Europa (Federn 1871–1950, Boss 1903–1990) Therapien mit Schizophrenen durchzuführen. Fromm-Reichmann baute auf diesen Erfahrungen auf. Als Freud-Schülerin ging sie davon aus, dass sich Schizophrenien und andere schwere psychische Störungen nur quantitativ, nicht jedoch qualitativ von Neurosen oder „normalen“ psychischen und emotionalen Reaktionen unterscheiden. Mit der „Intensiven Psychotherapie“ strebte sie Einsicht in Krankheitsgeschichte, Trauma und Dynamik der Symptome an und setzte damit neue Maßstäbe in der Therapie der Schizophrenie. In den 1950er Jahren war die Interpersonale Theorie Sullivans, die Schizophrenie im Zusammenhang mit zwischenmenschlichen Beziehungen sieht, in den Vereinigten Staaten weitgehend akzeptiert. Auch der Brite Ronald D. Laing erklärte Schizophrenie als durch familiäre Beziehungen ursächlich beeinflusst.
Obwohl bereits 1982 der Begriff vom „Freispruch der Familie“ geprägt wurde und die „schizophrenogene“ Elterntheorie mittlerweile als wissenschaftlich überholt gilt, ist sie weiterhin Teil einiger psychodynamischer Theorien. Im Jahr 2001 beklagte Theodore Lidz, einer ihrer Hauptvertreter, dass die aktuellen Forschungsergebnisse in der biologischen Psychiatrie auf dem Holzweg seien.
Die Bindungstheorie hat die Entwicklungsrisiken und Psychopathologien sowie die Bedeutung der Bindung für die kindliche Resilienz erforscht. Sie weist auf den aktiven Anteil des Kindes in der frühen Eltern-Kind-Beziehung hin.
In Finnland wurde der Offene Dialog als ein alternativer Behandlungsansatz in akuten psychotischen Krisen seit den 1980er Jahren entwickelt und ist seit 2008 zu einem Modell in vielen Ländern der Welt geworden. Dabei wird auf eine stationäre Behandlung weitestgehend verzichtet und neuroleptische Medikamente nur ausnahmsweise und in kleinen Dosen eingesetzt.

## Diskussion

### Kontra
Obwohl es als «wissenschaftlich unhaltbar» gilt, ist das Konzept der schizophrenogenen Mutter ein weithin bekannter Topos. Das Konzept besitzt insofern weiterhin eine medizinische Relevanz, als es in Konflikt mit den heute anerkannten Ursachen der Schizophrenieentstehung steht. Dies könne zu einer «Beeinträchtigung der leitliniengerechten Behandlungsbereitschaft» führen, da irrige Vorstellungen über Krankheitsursachen potentiell zu fehlerhaften Behandlungen führen würden.
Ferner wird kritisiert, dass Müttern erkrankter Kinder durch das Konzept der schizophrenogenen Mutter zusätzlich eine nicht existierende Schuld an der Entstehung der Krankheit aufgebürdet würde. Menschen zum Leid der Krankheit ihres Kindes noch zusätzlich eine nicht existierende Schuld an der Entstehung der Krankheit aufzubürden, sei problematisch und bringe «unendliches, unnötiges Leid».  Wenn genesende Patienten nach stationärem Aufenthalt durch «ideologisch beeinflusste» Therapeuten daran gehindert werden, zu ihren Familien zurückzukehren, so seien die Auswirkungen „katastrophal“ und die Chance auf eine verträgliche Nachsorge in Kooperation mit der Familie vertan.

### Pro
Die Entstehung einer Schizophrenie ist bis heute nicht geklärt. Bei der Entwicklung und dem Fortbestehen der Krankheit wird in der Fachwelt ein Zusammenspiel von unterschiedlichen Faktoren (Genetik, Umweltfaktoren, biographische Faktoren und viele mehr) angenommen. Auch wenn sich psychologische und soziologische Theorien empirisch zumeist nicht belegen lassen, heißt das nicht, dass soziale Faktoren keinen Einfluss hätten.
Neuere psychotherapeutische und psychosoziale Interventionen haben weitere Evidenz für ihre Wirksamkeit gewonnen und spielen von Anfang an bei der Symptombehandlung und im weiteren Verlauf bei der Krankheitsverarbeitung eine wesentliche Rolle. Die ohnehin schon vorhandenen Schuldgefühle wurden früher durch (falsch verstandene) Theorien von Professionellen verstärkt.